# Андагра сиза
Анда́гра сиза (Anisognathus lacrymosus) — вид горобцеподібних птахів родини саякових (Thraupidae). Мешкає в Андах. Виділяють низку підвидів.

## Підвиди
Виділяють дев'ять підвидів:

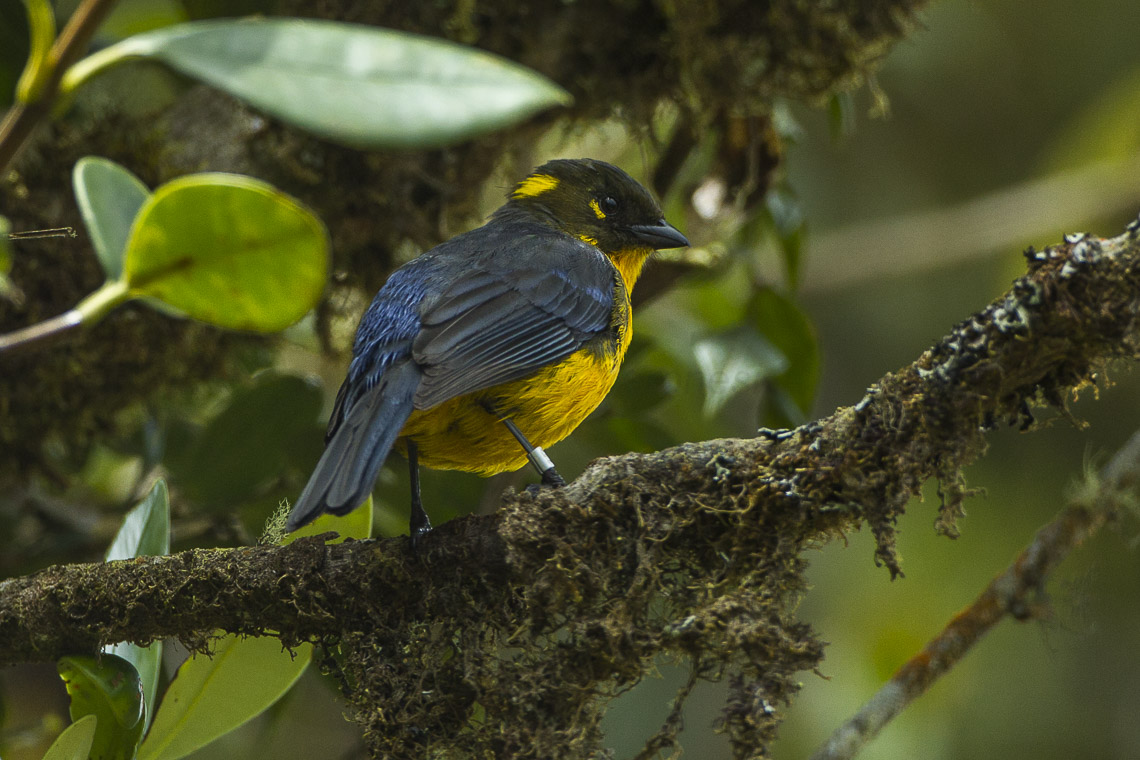
Сиза андагра

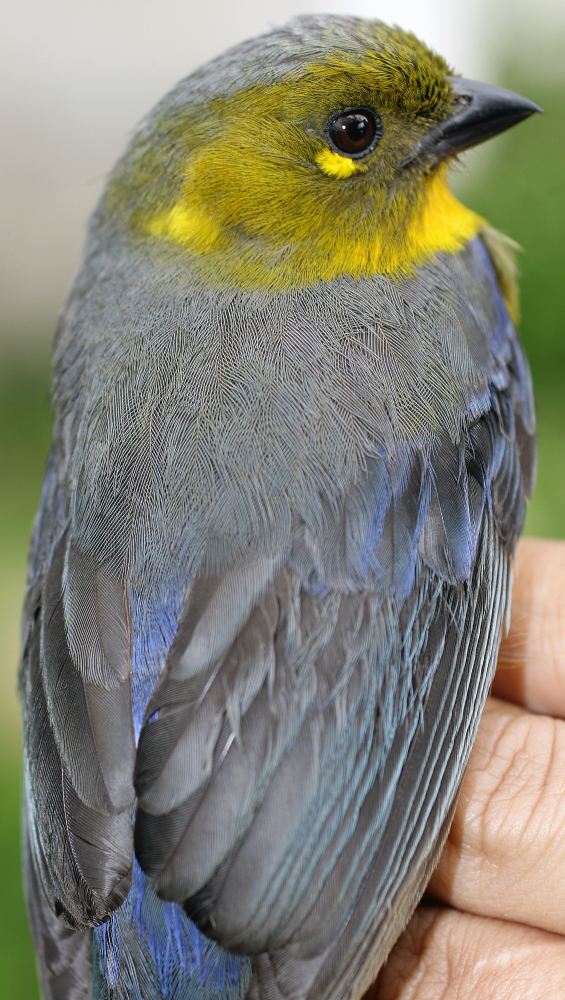
Сиза андагра (підвид A. l. pallididorsalis)

- A. l. pallididorsalis Phelps & Phelps Jr, 1952 — Сьєрра-де-Періха (північно-східна Колумбія і північно-західна Венесуела);
- A. l. melanops (Berlepsch, 1893) — Кордильєра-де-Мерида (західна Венесуела);
- A. l. tamae (Phelps & Gilliard, 1941) — гори на півночі західної Колумбії та на південному заході Венесуели;
- A. l. yariguierum Donegan & Avendaño, 2010[4][5] — Серранія-де-лос-Ярікуес[es] (Сантандер, Колумбія);
- A. l. intensus Meyer de Schauensee, 1951 — східні схили Західного хребта Колумбійських Анд на південному заході країни (Вальє-дель-Каука, Каука);
- A. l. olivaceiceps (Berlepsch, 1912) — Центральний і Західний хребти Колумбійських Анд на півночі країни;
- A. l. palpebrosus (Lafresnaye, 1847) — Анди на південному заході Колумбії (Нариньйо) та на північному заході Еквадору;
- A. l. caerulescens (Taczanowski & Berlepsch, 1885) — Анди в Еквадорі (на південь від Лохи) та на півночі Перу (Кахамарка, Амазонас);
- A. l. lacrymosus (Du Bus de Gisignies, 1846) — Анди в центральному Перу (від Ла-Лібертаду до Хуніну та до півночі Куско).

## Поширення і екологія
Сизі андагри мешкають у Венесуелі, Колумбії, Еквадорі і Перу. Вони живуть у вологих гірських тропічних лісах Анд та на узліссях. Зустрічаються на висоті від 2100 до 3600 м над рівнем моря.